# Jampang Tengah (plaats)
Jampang Tengah is een bestuurslaag in het regentschap Sukabumi van de provincie West-Java, Indonesië. Jampang Tengah telt 5008 inwoners (volkstelling 2010).